# Expansões vikings

Mapa mostrando os assentamentos escandinavos nos século VIII (roxo), IX (vermelho), X (laranja). Amarelo denota as áreas conquistadas pelos normandos no século XI, que são parcialmente descendentes dos vikings. Áreas em verde demonstram regiões sujeitas a saques dos vikings

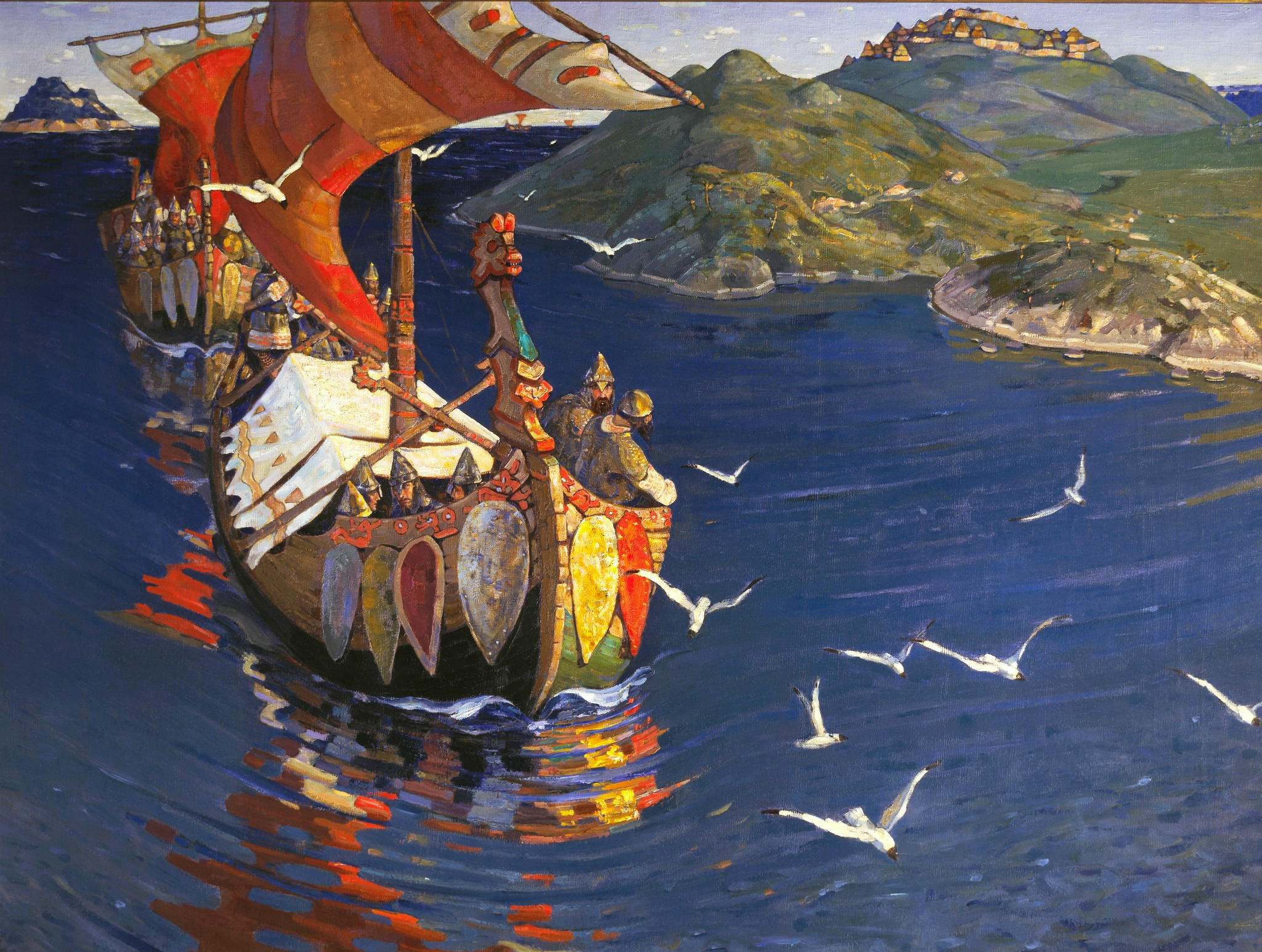
Convidados do Ultramar, por Nicholas Roerich em 1901

As expansões vikings (ou víquingues, ou viquingues) foi o processo em que o povo viking navegou por muito do Oceano Atlântico, chegando ao Norte da África e ao leste de Rússia, indo até Constantinopla e o Oriente Médio. As expansões eram feitas por saqueadores, comerciantes, colonos e mercenários, usando de diplomacia e, na maioria dos casos, força brutal. Sob a liderança de homens como Leif Ericsson, herdeiro de Érico, o Vermelho, chegaram às Américas e criaram um pequeno assentamento temporário em L'Anse aux Meadows, na região de Terra Nova e Labrador, na costa do Canadá. Colônias mais bem estabelecidas foram criadas na Gronelândia, Islândia, Grã-Bretanha e Normandia. As primeiras invasões em larga escala dos vikings pela Europa ocidental aconteceram no século VIII e começaram a perder força no começo do século XI.

## Razões
Não se sabe exatamente o que levou os vikings a se expandir pela Europa. Há quem diga que foi retaliação pelas invasões dos europeus na Escandinávia séculos antes como, por exemplo, quando o rei francês Carlos Magno tentou converter os vikings ao cristianismo pela força, matando aqueles que se recusavam. A chegada da fé cristã na Noruega dividiu a região e causou conflitos entre os povos locais. Assim, talvez, muitos estudiosos dizem que o saque de igrejas e o massacre de fiéis na Inglaterra podem indicar uma guerra religiosa, mais do que simplesmente vingança, pois a França de Carlos Magno só foi atacada muito tempo depois.

Dinamarca Mapa da Expansão Vikings

Outra hipótese foi que a população na Escandinávia havia crescido além da capacidade da agricultura local suportar. Isso pode ter sido verdade na Noruega, mas era improvável que as regiões vizinhas estivessem passando fome. Há também teorias de que muitos jovens, sem terras para herdar, não tiveram escolha se não partir para a conquista. Alguns historiadores dizem que talvez não tenha sido necessariamente a necessidade mas sim a ambição de adquirir novos territórios. Contudo, todas estas teorias não possuem muito fundamento histórico para se basear, particularmente porque havia terras para serem ocupadas na Península Escandinava. Talvez fosse mais lucrativo e fácil conquistar regiões de outros do que cultivar novas áreas no leste. Outra especulação era de que as velhas rotas comerciais já não eram mais tão lucrativas, com o comércio pela Europa ainda enfraquecido desde os dias da queda do Império Romano no século V, além da expansão islâmica tomando as regiões a leste do continente, dificultando o comércio com o Oriente. Em particular, um dos principais objetivos da expansão viking pela Europa era para adquirir e comercializar metais preciosos, como prata. As cidades de Bergen e Dublin eram centros importantes de produção de prata.
Pesquisadores e historiadores sugeriram também que os vikings podem ter começado a navegar e atacar territórios estrangeiros devido à necessidade de procurar mulheres em terras estrangeiras. Os homens vikings ricos e poderosos tendiam a ter muitas esposas e concubinas, e essas relações poligâmicas podem ter levado a uma escassez de mulheres elegíveis para o homem viking médio. Devido a isso, o homem viking médio poderia ter sido "forçado" a realizar ações mais arriscadas para ganhar riqueza e poder para poder encontrar mulheres adequadas. Os homens vikings muitas vezes compravam ou capturavam mulheres e as transformavam em esposas ou concubinas. O casamento poligâmico aumentou a competição entre homens na sociedade escandinava porque criava um conjunto de homens solteiros que estavam dispostos a envolver-se em comportamentos arriscados de elevação de estatuto e de procura de sexo. Em Anais de Ulster, é descrito que no ano 821 os vikings saquearam uma aldeia irlandesa e "levaram um grande número de mulheres para o cativeiro".
Uma outra possível para os ataques vikings contra a Europa ocidental era o comércio internacional de escravos conduzido pelos vikings com o Califado Abássida no Oriente Médio, que abastecia o mercado de escravos do mundo muçulmano com escravos europeus em troca de prata árabe. Pessoas capturadas durante os ataques nórdicos na Europa Ocidental, como na Irlanda, podiam ser vendidas para a Espanha moura por meio do comércio de escravos de Dublin.

## História
As primeiras expedições eram praticamente todas masculinas, mas nos cemitérios antigos há marcações tanto para homens quanto para mulheres. Contudo, muitos dos nomes das mulheres enterradas com os guerreiros vikings eram de mulheres nativas que, voluntariamente ou não, se uniram aos invasores.
Os vikings chegaram a Inglaterra no século VIII. Durante o reinado de Beortrico de Wessex (786–802), três navios dos "homens do norte" ancoraram na Baía de Portland em Dorset (essa teria sido a primeira invasão documentada dos nórdicos nas ilhas britânicas). As autoridades locais confundiram os vikings com mercadores e os encaminharam para a propriedade real próxima, mas os visitantes mataram aqueles homens. Em 8 de junho de 793, na costa do antigo Reino da Nortúmbria, no norte da Grã-Bretanha, os Vikings se lançaram sobre Lindisfarne. De acordo com Simeão de Durham, o cronista anglo-normando do século XII, os saqueadores mataram os monges residentes da área ou os jogaram no mar para se afogarem ou levaram vários como escravos — junto com alguns dos tesouros da igreja. Apesar de não ter sido a primeira incursão dos nórdicos na Inglaterra, o ataque a Lindisfarne foi o que iniciou as ondas de invasões posteriores. Os cronistas descreveram o ataque desta maneira: "a devastação dos homens pagãos profanaram miseravelmente a igreja de Deus em Lindisfarne, com pilhagem e matança". Segundo a Crônica Anglo-Saxônica, em 794, uma outra expedição Viking saqueou um monastério em Jarrow, mas enquanto os guerreiros nórdicos se retiravam, foram surpreendidos por uma força oposta de ingleses saxões e na batalha que se seguiu, o comandante viking foi morto. Os nórdicos então deram uma pausa de quarenta anos em suas invasões na Inglaterra, preferindo focar seus ataques na Irlanda e na Escócia. Em 875, depois de suportar oito décadas de repetidos ataques vikings, os monges fugiram de Lindisfarne, carregando as relíquias de Santo Cuteberto com eles.
A partir de 865, outras incursões, vindas primordialmente da Dinamarca, entraram terreno a dentro em solo inglês. Vikings da Noruega se aventuraram mais distantes conforme o tempo passava, instigando conflitos sangrentos principalmente contra Wessex, o mais poderoso dos reinos saxões ingleses, e seus aliados. Tratados firmaram novas fronteiras entre os recém-chegados, como seus novos reinos estabelecidos de Danelaw, e os nobres nativos ingleses. Menos de duzentos anos depois do primeiro desembarque, o rei Érico Machado Sangrento liderou tropas até a cidade de Iorque. Já o monarca Canuto II fortaleceu seus domínios e expandiu suas terras, mas seus descendentes viram seu poder minguar.
Segundo a Crônica Anglo-Saxônica, durante os anos de 865 e 878 aconteceu possivelmente a mais notória expedição viking na Inglaterra. Uma força de guerreiros dinamarqueses, noruegueses, suecos e nórdicos-gaélicos, chamada pelos saxões ingleses de mycel hæþen here (o "Grande Exército Pagão") foi, segundo as histórias, liderada por Ivar, o Desossado e Haldano Ragnarsson (filhos do lendário guerreiro Ragnar Lodbrok). O exército cruzou as Midlands até a Nortúmbria e conquistou a cidade de Iorque (Jorvik). Em 871, o Grande Exército Pagão foi reforçado por outra força dinamarquesa conhecida como Grande Exército do Verão, liderado por Gutrum. Em 875, o Grande Exército Pagão se dividiu em dois bandos, com Guthrum liderando um deles de volta a Wessex e Haldano levando seus seguidores para o norte. Em 876, Haldano dividiu as terras da Nortúmbria ao sul de Tees entre seus homens, que "araram a terra e se sustentaram", fundando o território mais tarde conhecido como Danelaw.
Lideranças militares vikings criaram um tipo de imposto, chamado Danegeld, proposto para as autoridades locais para evitar pilhagens em suas regiões. Esses tributos foram aplicados em algumas regiões da França e, no caso da Inglaterra, atrasou o ataque maciço comandado pelo rei dinamarquês Sweyn  no ano de 1013.
Nem todos os vikings que conquistaram terras na Inglaterra vieram para saquear, com muitos vindo com suas famílias e gado. A influência escandinava-viking na Inglaterra pode ser sentida até hoje, com muitas palavras em inglês derivando da língua nórdica antiga. A Escócia, a Irlanda e o País de Gales também foram alvos dos vikings.
A partir do século IX, os vikings começaram incursões sangrentas em larga escala na Europa Continental, principalmente no Império Franco, começando pela Normandia. A Frância Ocidental e a Frância Média foram os alvos seguintes e sofreram grande devastação. Por exemplo, em 845, Ragnar Lodbrok e seus guerreiros saquearam Paris. A Frância Oriental também foi atacada, mas em menor escala. Entre 885 e 886, Paris foi atacada novamente, desta vez por um grupo de vikings dinamarqueses e noruegueses. No ano 911, o líder viking Rollo fundou o Ducado da Normandia após ter sido convidado pelo rei franco Carlos III a se assentar no norte da França para proteger seus territórios contra outros vikings. Os descendentes de Rollo e seus homens adotaram vários dos costumes locais e assimilaram parte da língua regional galesa a sua. Assim como em diversas outras regiões, casamentos interraciais entre os vikings e os povos conquistados aconteceram com frequência, com a união com os francos criando o povo normando. A Itália, a Península Ibérica e a Europa Oriental (especialmente a Ucrânia, Bielorrússia e até o oeste da Rússia) foram igualmente alcançadas por expedições militares e comerciais vikings entre os séculos IX e XI. O Atlântico Norte também foi alvo de grandes invasões, com muitos assentamentos permanentes sendo firmados nas ilhas da Islândia, Groenlândia e Svalbard. Os nórdicos também realizaram incursões pelo mediterrâneo, chegando até mesmo a região do Levante, no Oriente Médio.
No século X, as primeiras expedições vikings chegaram a América do Norte. Assentamentos nórdicos temporários foram então estabelecidos, principalmente no Canadá. Acredita-se que Bjarni Herjólfsson foi o primeiro europeu a colocar os pés nas Américas quando uma ventania tirou seu navio da rota para a Groenlândia. Pesquisadores em 2012 descobriram locais de vários assentamentos novos, abrindo discussões a respeito da real dimensão das colonizações vikings na América do Norte.
Os vikings também se assentaram na região costeira do Mar Báltico e adentraram na Europa Oriental primeiramente pelos rios dentro dos territórios russos, como Staraya Ladoga, Novgorod e ao longo das principais vias navegáveis até o Império Bizantino. Os Varegues (ou varangianos; em russo/ucraniano: Варяги, Varyagi) eram povos escandinavos que migraram para o leste e para o sul através do que hoje é a Rússia, Bielorrússia e Ucrânia, principalmente nos séculos IX e X. Engajando em comércio, colonização, pirataria e atividades mercenárias, eles percorriam os sistemas fluviais e portos de Garðaríki, chegando e se estabelecendo no Mar Cáspio e em Constantinopla. Assim como em outras regiões da Europa, eles forjaram cidades e reinos, moldaram a cultura local e alteraram o tecido social das regiões que invadiam.
É dito que o envolvimento real dos varegues veio depois que eles foram convidados pelas tribos eslavas da região para vir e estabelecer a ordem, pois essas tribos estavam em constante guerra entre si. As tribos vikings foram unidas e governadas sob a liderança de Rurik, um poderoso senhor da guerra varegue. Rurik conseguiu estabelecer com sucesso um conjunto de cidades e postos comerciais ao longo dos rios Volga e Dnieper, que eram bem localizados para o comércio com o Império Bizantino. Os sucessores de Rurik foram capazes de conquistar e unir as cidades ao longo das margens do Volga e do Dnieper, estabelecendo o Grão-Canato de Rus. Apesar da distinção dos varangianos das tribos eslavas locais no início, no século X, os varangianos começaram a se integrar à comunidade local e, no final do século XII, surgiu um novo povo – os russos.
Pesquisas recentes a respeito da diversidade genética pela Europa mostra genes nórdicos em uma grande parcela das populações nativas. Isso implica que, contrário ao que se acreditava, os vikings se espalharam pelo continente não apenas pela força das armas, mas também como colonos, ocupando regiões, fundando reinos, cultivando as terras e se entrelaçando com as populações locais. A influência cultural viking se expandiu e seus feitos militares, assim como sua crueldade, acabaram virando lendas, sujeitos a inverdades.